# کرشندو
کِرشِندو (به ایتالیایی: Crescendo) از اصطلاحات موسیقی به معنای قوی شدن یا قوی کردن تدریجی صدا است.
«کرشندو» از فعل ایتالیایی «Crescere» به معنای رشد کردن گرفته شده‌است. مفهوم این لغت مرتبط با نحوه اجرا در یک جمله یا بخشی از موسیقی است که قدرت صدایی به تدریج و رفته رفته زیادتر شود. در این حالت بخشی از موسیقی که در آن «کرشندو» بکار رفته‌است از نوانس ضعیف (پیانو) به قوی (فورته) می‌رسد. در برخی موارد «کرشندو» از نوانسی قوی (فورته) به نوانسی قوی تر (فورتسیمو) می‌رسد.
علامت اختصاری «کرشندو» به صورت نوشتاری «Cresc یا Cres» می‌باشد. در تصویر مقابل، «نشانه کرشندو» که در زیر نت‌های موسیقی قرار می‌گیرد قابل مشاهده است. 

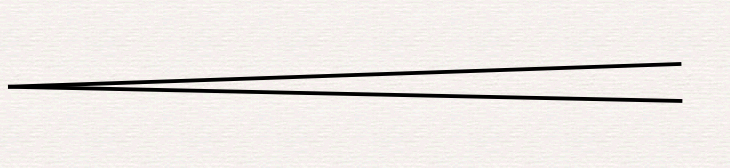
علامت کرشندو

## حالت‌ها و اصطلاحات مرتبط
- کرشندوآپوکو آپوکو (Crescendo a poco a poco): به تدریج و کم‌کم قدرت و شدت صدا را زیاد کردن با طول زمانی و تدریجی زیاد. نشانه کرشندو در بخشی از یک قطعه موسیقی

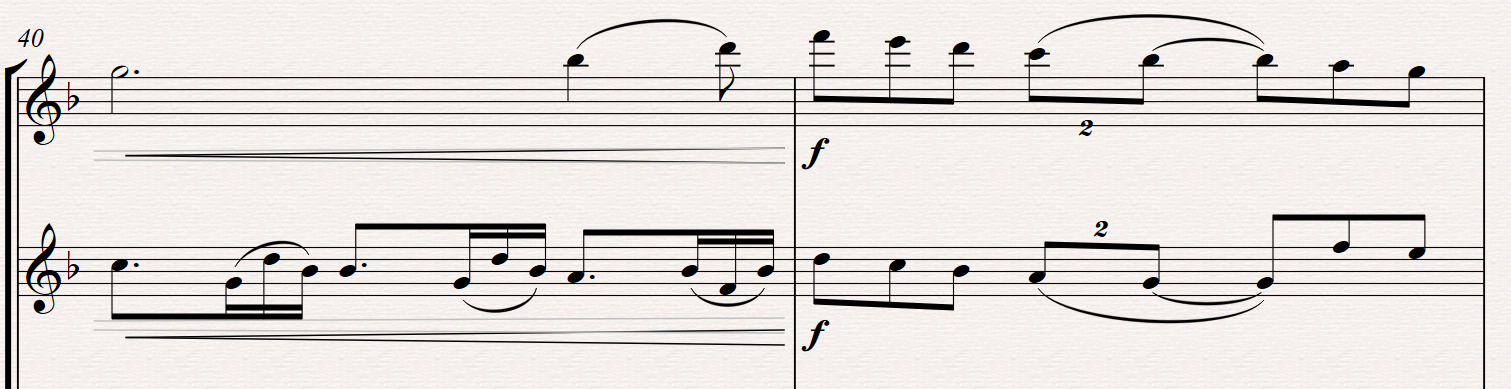
نشانه کرشندو در بخشی از یک قطعه موسیقی

- کرشندو سی نو آل فینه (Crescendo sino al fine): کرشندو تدریجی و مداوم تا آخر یا آخر قطعه.
- کرشندو مولتو (Crescendo molto): قدرت یا شدت صدا را خیلی زیاد کردن، کرشندو زیاد یا بسیار شدید.
- کرشندو پوکو (Crescendo poco): به تدریج بالا رفتن شدت صدا به صورت کم. در این حالت اختلاف نوانس ابتدا و پایان زیاد نیست.
- کرشندو سمپره (Crescendo Sempre): کرشندو مداوم یا بدون وقفه.
- کرشندو اون پوکو (Crescendo un poco): کمی قدرت و شدت را زیاد کردن.